# Classicisme hollandais
 (25 mai 2023).

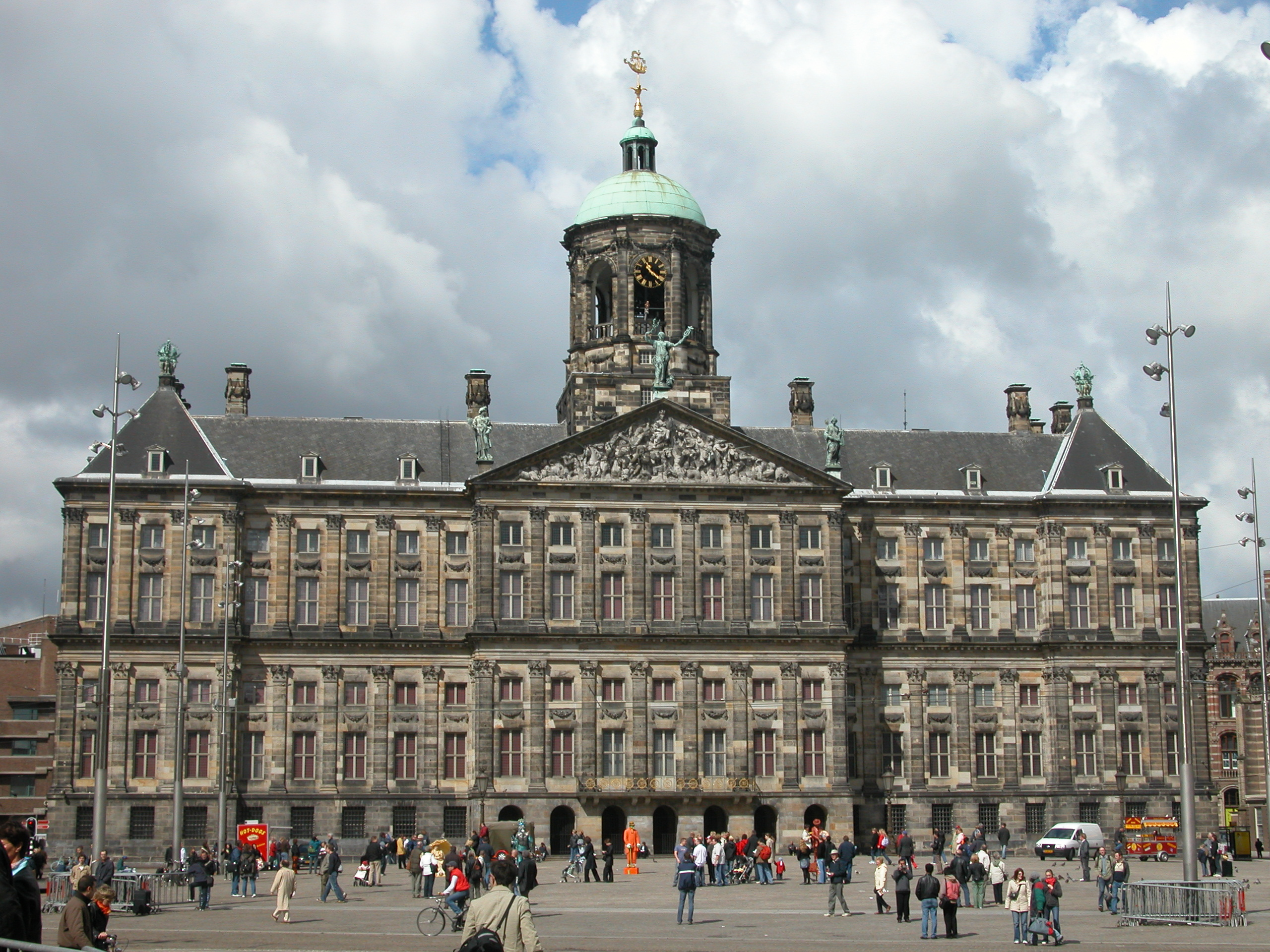
L'ancien hôtel de ville de la place du Dam, aujourd'hui palais royal, construit par Jacob van Campen en 1648-1655.

Le classicisme hollandais (en néerlandais : Hollands classicisme), parfois également appelé architecture baroque néerlandaise, est le principal style architectural des Provinces-Unies au XVIIe siècle. Cette variante régionale du classicisme a connu son apogée entre 1625 et 1665 environ. Ses principaux architectes sont Jacob van Campen (1595-1657) et Pieter Post (1608-1669), considérés comme les créateurs du style. Une variante tardive et plus austère du classicisme néerlandais est le style Strakke (Strakke stijl).

## Historique

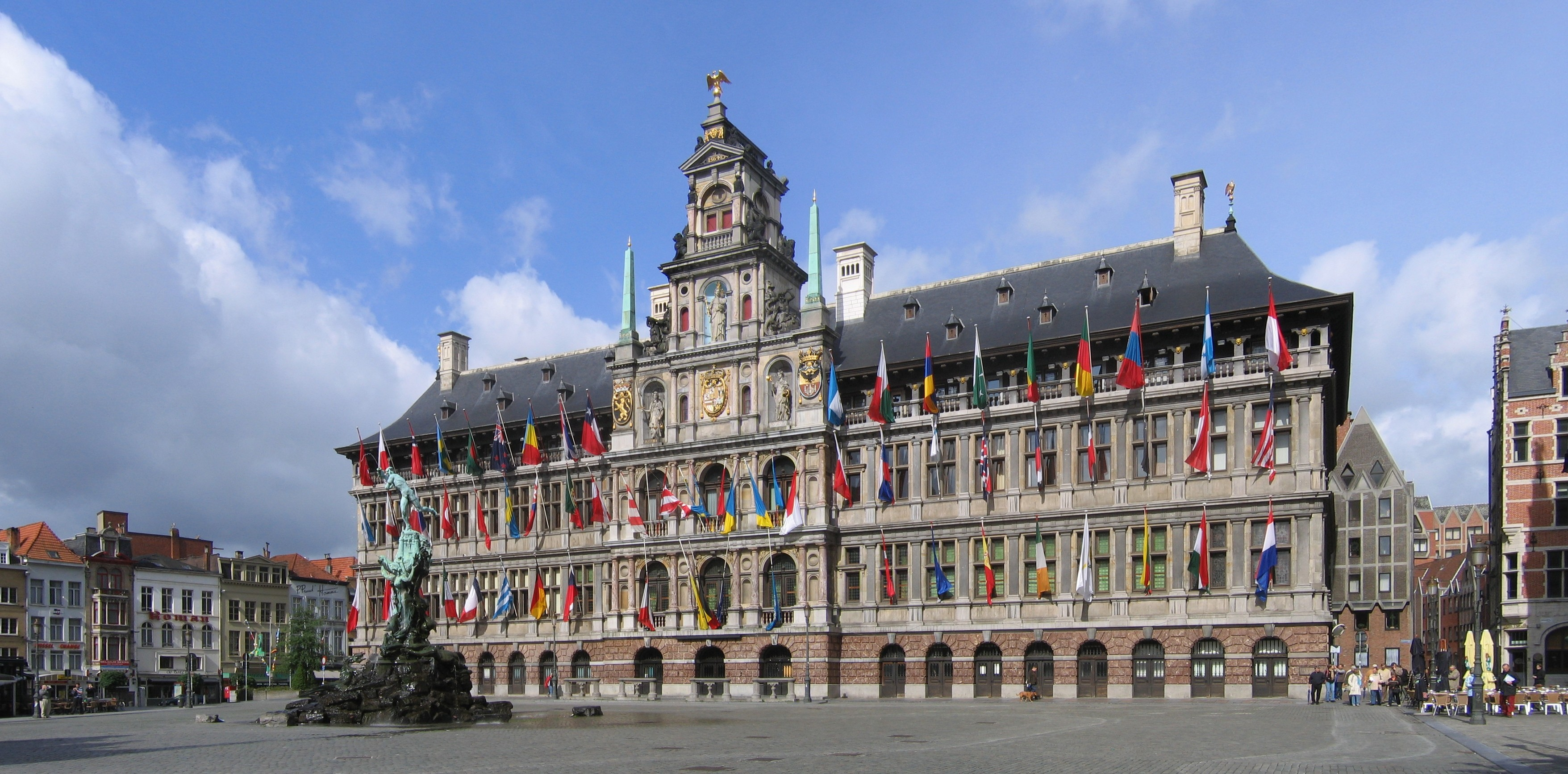
L'hôtel de ville d'Anvers, 1561-1564, représentant du premier classicisme flamand et inspirateur du classicisme hollandais postérieur.

Dans le classicisme hollandais, également appelé à tort « baroque classique », les solutions constructives et décoratives maniéristes dans la tradition de Hendrick de Keyser sont remises en cause. L'influence des recueils de modèles du néerlandais Vredeman de Vries, dont le principal, Architectura, fut publié en 1563, est encore sensible en ce début du xviie siècle. Cependant, le goût pour cette architecture capricieuse et distinguée par des outrances décoratives, particulièrement manifestes à l'hôtel de ville de Leyde (1595) ainsi qu'à la halle aux viandes de Haarlem (1603), de Lieven de Key, ne résistera pas à la réaction classique. Les traités sur les ordres, largement diffusés à l'époque et se fondant sur le traité de Vitruve, De architectura, qui expose notamment les règles de proportions et de superposition des cinq ordres architecturaux (toscan, dorique, ionique, corinthien et composite), sont dorénavant scrupuleusement respectés par les architectes néerlandais. Certains précédents d'un architecture proto-classique avaient déjà vu le jour dans les Pays-Bas méridionaux, que l'on songe à l'extension de l'hôtel de ville de Gand élevée en 1580 ou surtout à l'hôtel de ville d'Anvers construit en 1564 par Cornelis Floris de Vriendt, d'esprit encore maniériste.

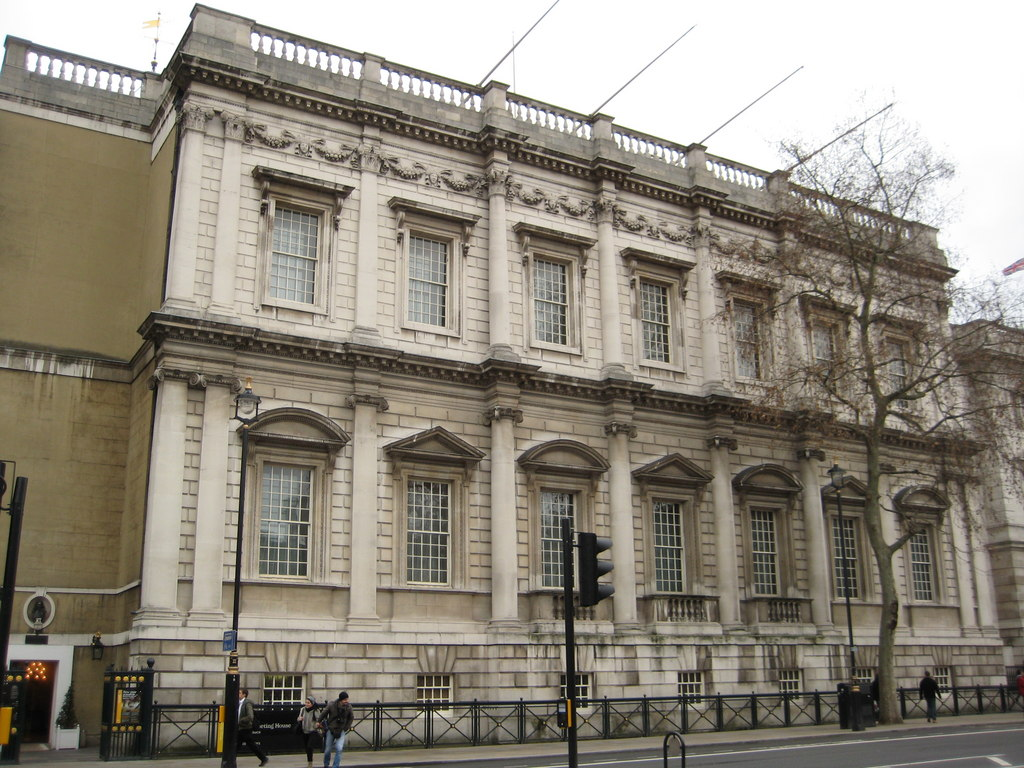
La Banqueting House, construite par Inigo Jones en 1622, permit la diffusion de l'idéal palladien dans les pays du Nord.

Les œuvres d'Andrea Palladio (1508-1580) et de Vincenzo Scamozzi (1548-1616) en Vénétie constituent une importante source d'inspiration, tant aux Pays-Bas qu'en Angleterre, où Inigo Jones diffusera un palladianisme qui aura également sa place sous une variante régionale dans les Provinces-Unies. La porte Sainte-Catherine d'Utrecht, élevée en 1621-1625 et aujourd'hui détruite, est ainsi considérée comme la première réalisation pleinement classique dans sa composition. Il n'est pas étonnant qu'elle soit contemporaine de la Banqueting House construite à Londres par Inigo Jones en 1622, qui constitue la première œuvre palladienne en Angleterre, avec la Queen's House du même auteur. Par ailleurs, ce serait grâce à un bal tenu dans cette salle des banquets du palais inachevé de Whitehall que Constantin Huygens, diplomate humaniste qui deviendra le conseiller artistique du stadhouder, aurait été influencé par cette nouvelle vision de l'architecture qui jusqu'ici n'avait pas dépassé les frontières de la Vénétie (qu'il visita également). Huygens ira jusqu'à faire de sa propre maison, construite à La Haye en 1634 et aujourd'hui détruite, un manifeste en faveur de ce palladianisme revisité.

## Caractéristiques
La richesse croissante de l'élite dirigeante de la République (le stadhouder et les États généraux) ainsi que des marchands permit le développement d'un nouveau style de vie, bien plus raffiné et adapté aux mœurs en vogue après l'arrivée au pouvoir du stadhouder Frédéric Henri de Nassau qui s'entoure alors d'une cour presque princière. Cela s'est traduit en architecture par des édifices sobres, dignes, mais également imposants. Le souci du respect des proportions et de l'harmonie de la composition était au cœur des préoccupations des architectes, qui tentaient de concilier les conditions climatiques et culturelles de leur pays avec des modèles architecturaux qui n'étaient adaptés qu'aux régions méditerranéennes. L'exemple le plus caractéristique du classicisme hollandais à Amsterdam est également le bâtiment le plus important de la ville : l'ancien hôtel de ville de la place du Dam, aujourd'hui palais royal, construit sur les plans de Jacob van Campen entre 1648 et 1655.

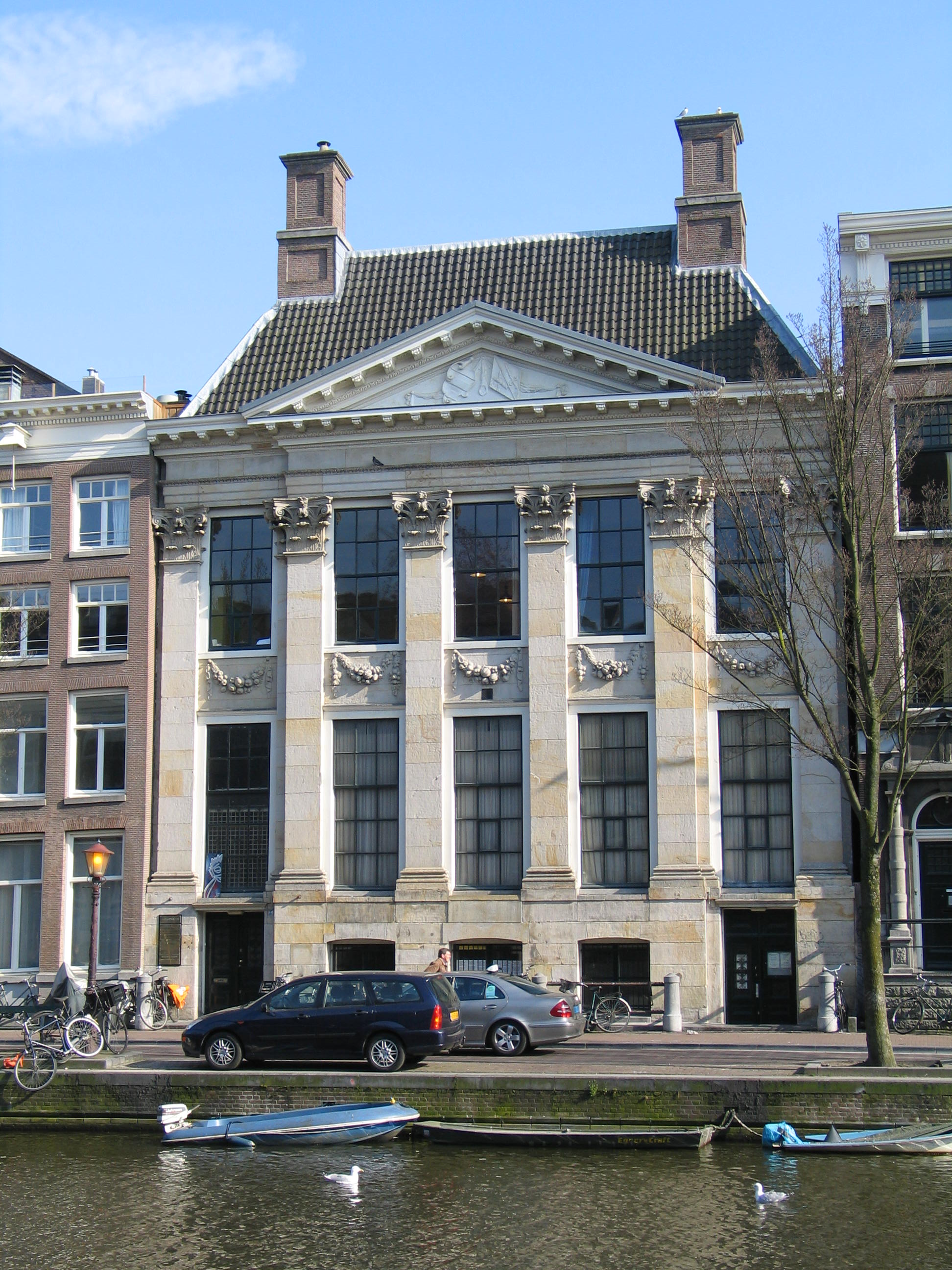
De Gulden Steur (ou « Poppenhuis »), construite par Philips Vingboons en 1642.

L'influence du classicisme hollandais se manifeste surtout dans les maisons doubles (15 à 18 m de large). Une grand nombre de ces édifices ont été réalisés par Philips Vingboons, tandis que quelques-uns sont attribués à son frère Justus (nl) (1620-1698). Dans la maison simple (7 à 9 m), l'application des formes classiques est problématique, car les colonnes et les pilastres nécessitent une largeur considérable pour que les proportions générales soient correctement respectées. Philips Vingboons a  ainsi transformé le pignon à gradins en un pignon à collet (nl) afin d'y intégrer un décor classique de manière plus pertinente, même s'il s'avère généralement impossible de faire correspondre les dimensions des pilastres desdits pignons à celles préconisées par les traités architecturaux.
Ces exemples ont été imités de deux manières différentes :
- Les façades à pilastres (nl) (en mur gouttereau)
- Les pignons à collet (nl) dont l'ornementation comprend volontiers des figures humaines ou animales, bien que souvent inspirée du style de Vingboons.

Après 1665, l'emploi de la façade à pilastres diminue fortement. La période 1665-1700 environ est marquée par l'application du « style austère » (strakke stijl), la dernière phase du classicisme hollandais. Dans cette forme de classicisme très sobre, les pilastres ne sont plus utilisés (ou tout au plus dans l'encadrement de la porte). La rigueur et la distinction sont obtenues par le rythme serré des éléments de la façade : surfaces nues et sévères, baies sans chambranle. La seule décoration se concentre sur la travée centrale (ou celle de l'entrée) et au-dessus de la corniche. L'axe central devient prééminent, y compris à l'intérieur. Le principal maître d'œuvre de l'époque est Adriaan Dortsman (nl) (1636-1682), mais Philips Vingboons demeure un précurseur, en élevant une façade dénuée de pilastres dès 1638. Vingboons a par la suite suivi l'évolution de la mode vers 1665. Après 1670, une nouvelle génération de maîtres d'œuvre adopte la nouvelle austérité. Elias Bouman (nl) joue alors un rôle important auprès de Dortsman. Le style austère est surtout appliqué aux demeures urbaines (nl), mais la façade étroite d'habitations plus modestes en est également influencée : le pignon à collet est privé de pilastres. Les seules décorations permises se concentrent une fois encore au sommet.

## Architectes et œuvres
- Hendrik de Keyser (1565-1621)

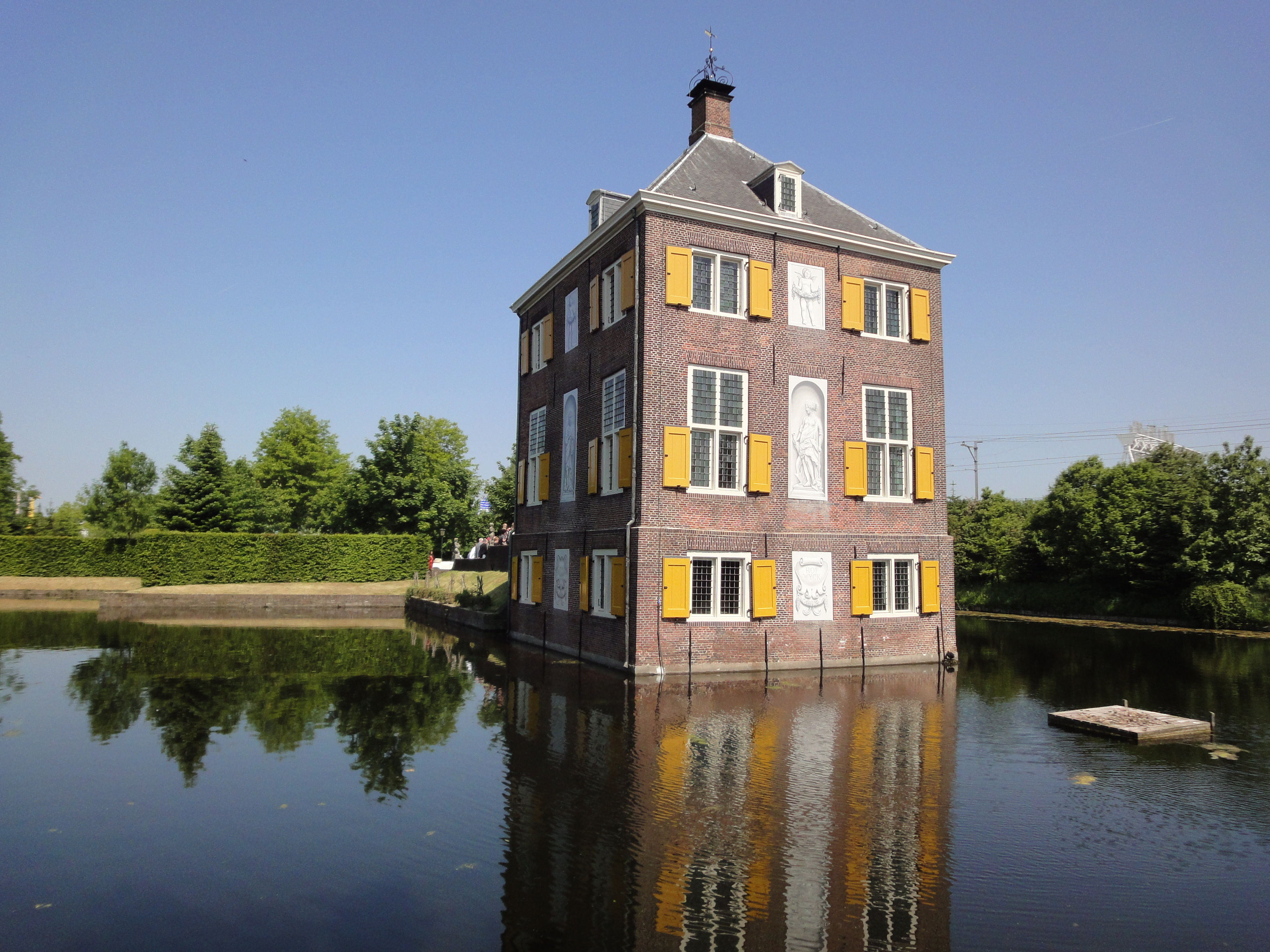
Hofwijck, à Voorburg (en 2013).

  - L'ancienne Bourse d'Amsterdam, 1608 (détruite), inspirée de celle de Londres
  - Westerkerk, Amsterdam, 1620
  - Noorderkerk, Amsterdam, commencée en 1620 et probablement achevée par Hendrick Staets (nl)[5]

- Jacob van Campen (1586-1657)
  - Coymanshuis (nl), Amsterdam, 1625
  - Huis ten Bosch (nl), Maarssen, 1628
  - Mauritshuis, La Haye, 1633-1644 (avec la collaboration de Pieter Post), réalisée pour le petit-neveu du stathouder Frédéric-Henri de Nassau[5] Il s'agit de la première réalisation pleinement palladienne aux Provinces-Unies[2] ; à l'instar de la Banqueting House de Londres, cette œuvre ne manquera pas de faire des émules.
  - Huygenshuis (nl), La Haye, 1634-1637 (avec Constantijn Huygens ; démolie en 1876)
  - Palais Noordeinde, La Haye, 1640
  - Hofwijck (nl), Voorburg, 1642
  - Nieuwe Kerk de Haarlem (nl), 1645
  - Hôtel de ville d'Amsterdam, 1648-1665 (complété par Daniël Stalpaert). Il s'agit d'un édifice de plan rectangulaire doté de deux cours intérieures. Un hall monumental occupe le centre (la salle des bourgeois, Burgerzaal). Cette salle occupe toute la hauteur du bâtiment et s'inspire manifestement du modèle de la basilique romaine, dont certaines reconstitutions ont été proposées par Palladio notamment. Les sculptures sont dues à l'atelier d'Artus Quellin tandis que les peintures ont été réalisées en collaboration avec Rembrandt et Jordaens[5],[2].

- Salomon de Bray (1597-1664)

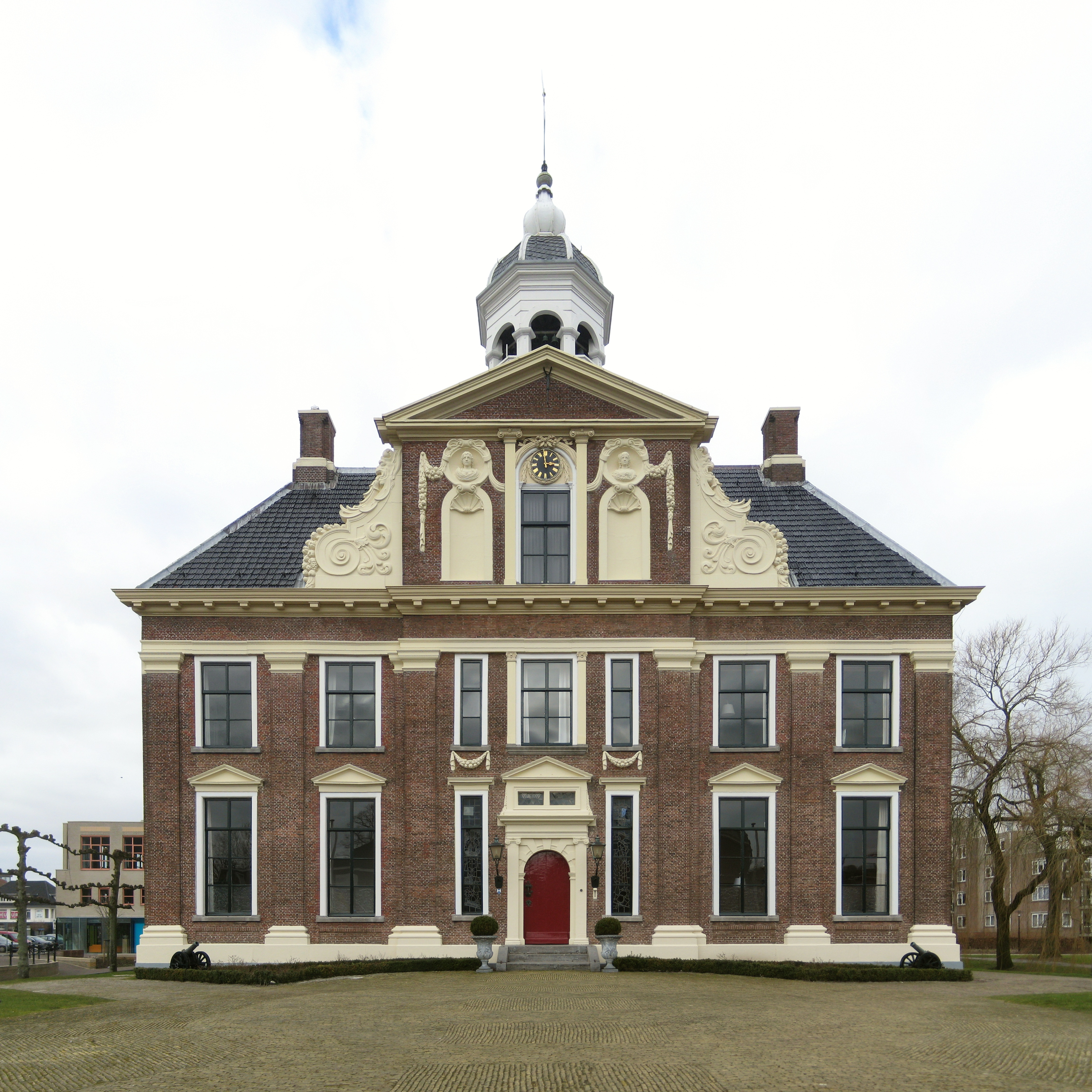
Crackstate, à Heerenveen (en 2013).

  - Zijlpoort (nl), Haarlem, 1627-1628 (démoli en 1824)
  - Huys te Warmont (nl), 1629 (rénovation)
  - Hôtel de ville de Haarlem, 1630-33 (rénovation)

- Willem de Keyser (nl) (1603 - après 1674)
  - Crackstate (nl), Heerenveen, 1647-1648

- Philips Vingboons (circa 1607-1678)
  - Singel 548 'Huis Huydecoper', 1639-1642 (maison de Johan Huydecoper van Maarsseveen (nl), détruite en 1943)
  - Poppenhuis (nl), Amsterdam, 1642
  - Nieuwe Toren (nl), Kampen, 1649

- Pieter Post (1608-1669)

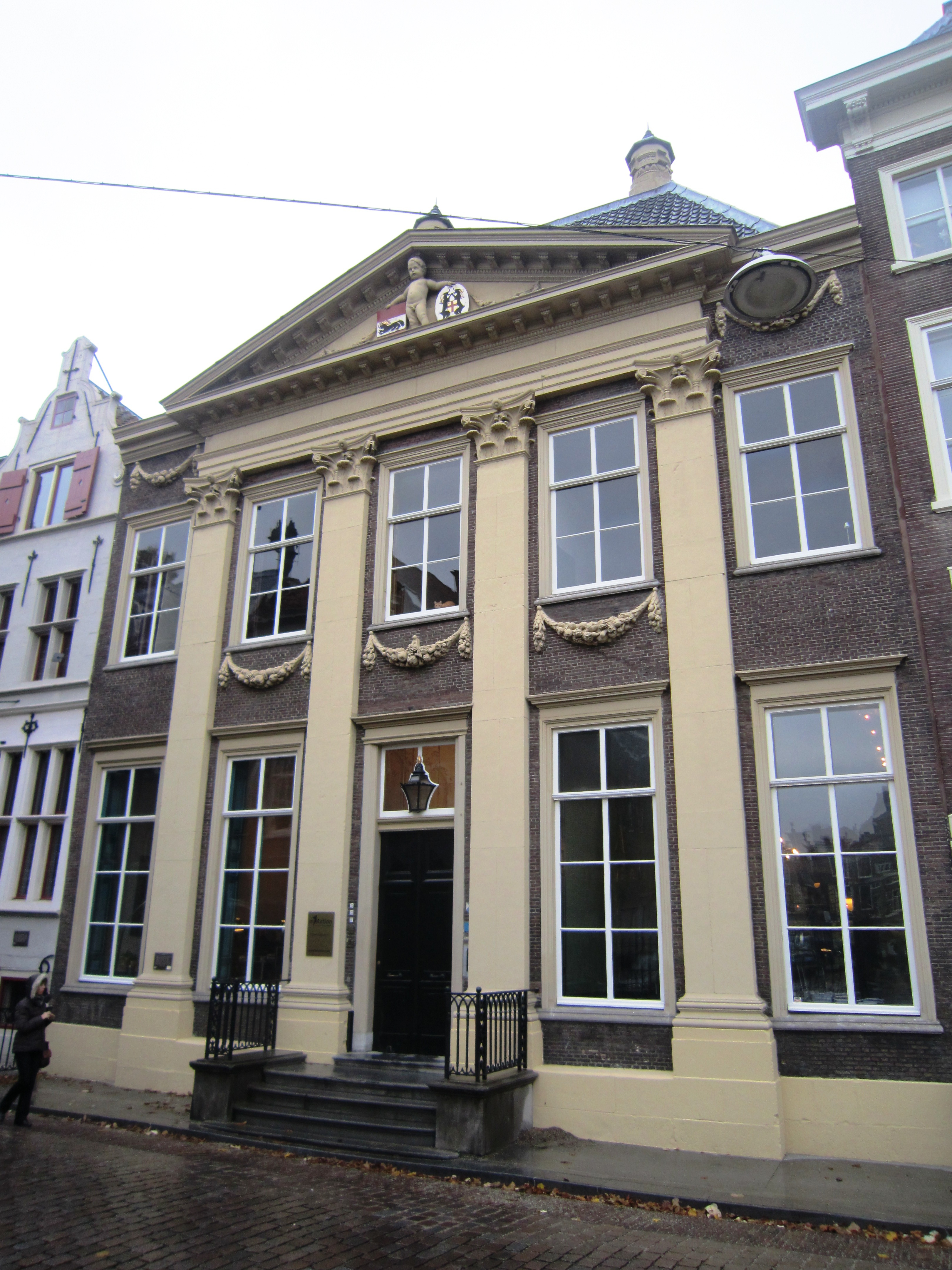
De Onbeschaamde, à Dordrecht (en 2012).

  - Huis ten Bosch, La Haye, 1645-1652 (programme de décoration conçu par Jacob van Campen)
  - De Onbeschaamde (nl) (littér. l'Impudique), Dordrecht, 1650-1654
  - Salle de réunion du Sénat, Binnenhof, La Haye, 1652-1665
  - Waag, Leyde, 1657
  - Hôtel de ville de Maastricht, 1659-1664 (réformes)

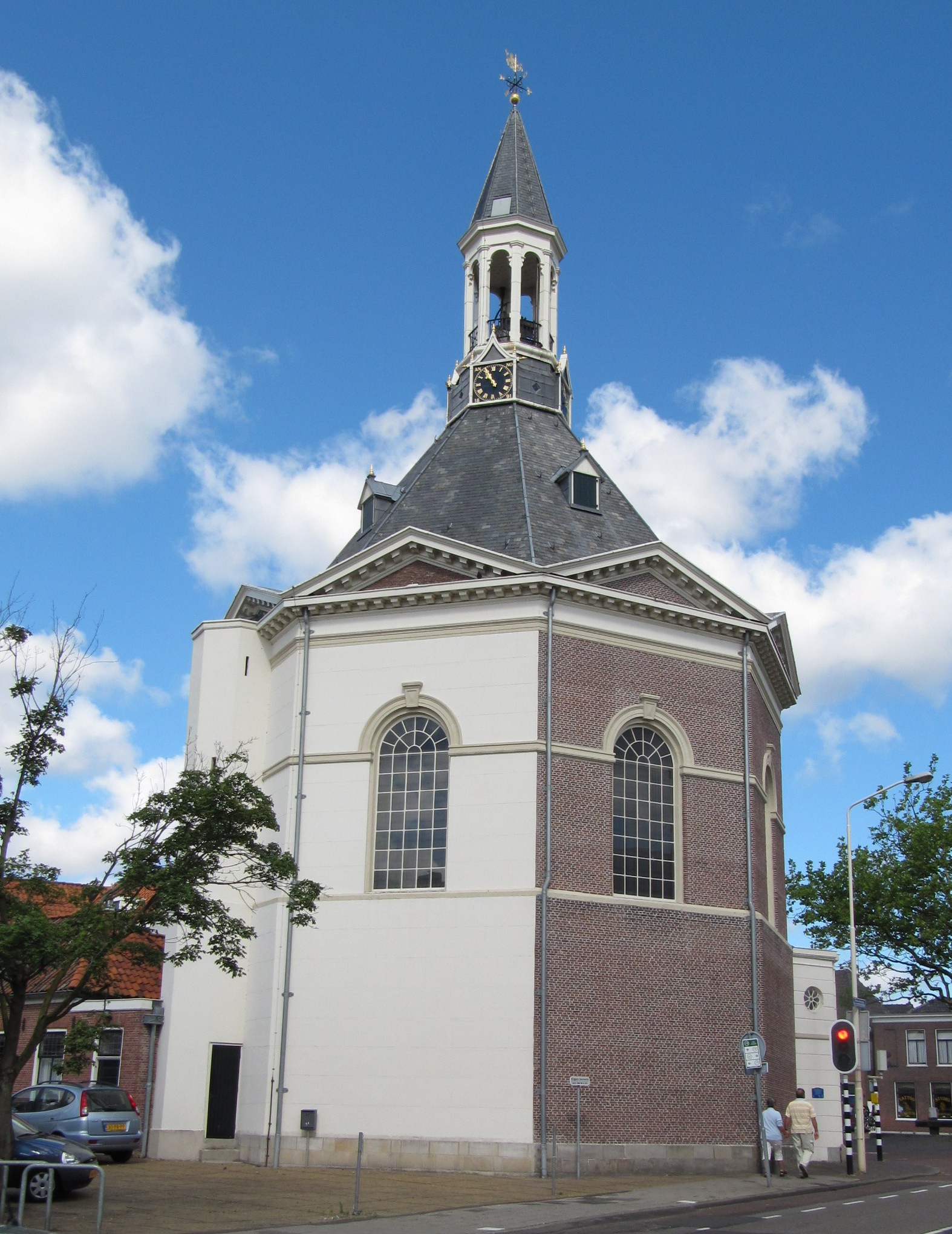
Dorpskerk, à Leidschendam (en 2010).

  - Kruithuis (nl), Delft, 1660
  - Waag, Gouda, 1668

- Arent van 's-Gravesande (nl) (vers 1610-1662)
  - Sint Sebastiaansdoelen (nl), 1636
  - Raadhuis van Middelharnis (nl), 1639
  - Marekerk, Leyde, 1639-1650
  - Musée De Lakenhal, Leyde, 1642
  - Oosterk (nl), Middelburg, 1647-1767
  - Tours de la Grande église (nl), Maassluis, 1648-1650
  - Huis van Leyden (nl), Leyde, vers 1650
  - Dorpskerk (nl), Leidschendam, 1652-1654 (reconstruite en 1696)
  - Bibliotheca Thysiana, Leyde, 1655

- Daniël Stalpaert (1615-1676)
  - 's Lands Zeemagazijn (nl), Amsterdam, 1655-1656
  - Amstelkerk (nl), Amsterdam, 1668-1670

- Justus Vingboons (nl) (vers 1620-vers 1698)
  - Trippenhuis, Amsterdam, 1660-1662

- Adriaan Dortsman (nl) (1635-1682)
  - Église ronde luthérienne (nl), Amsterdam, 1668-1671

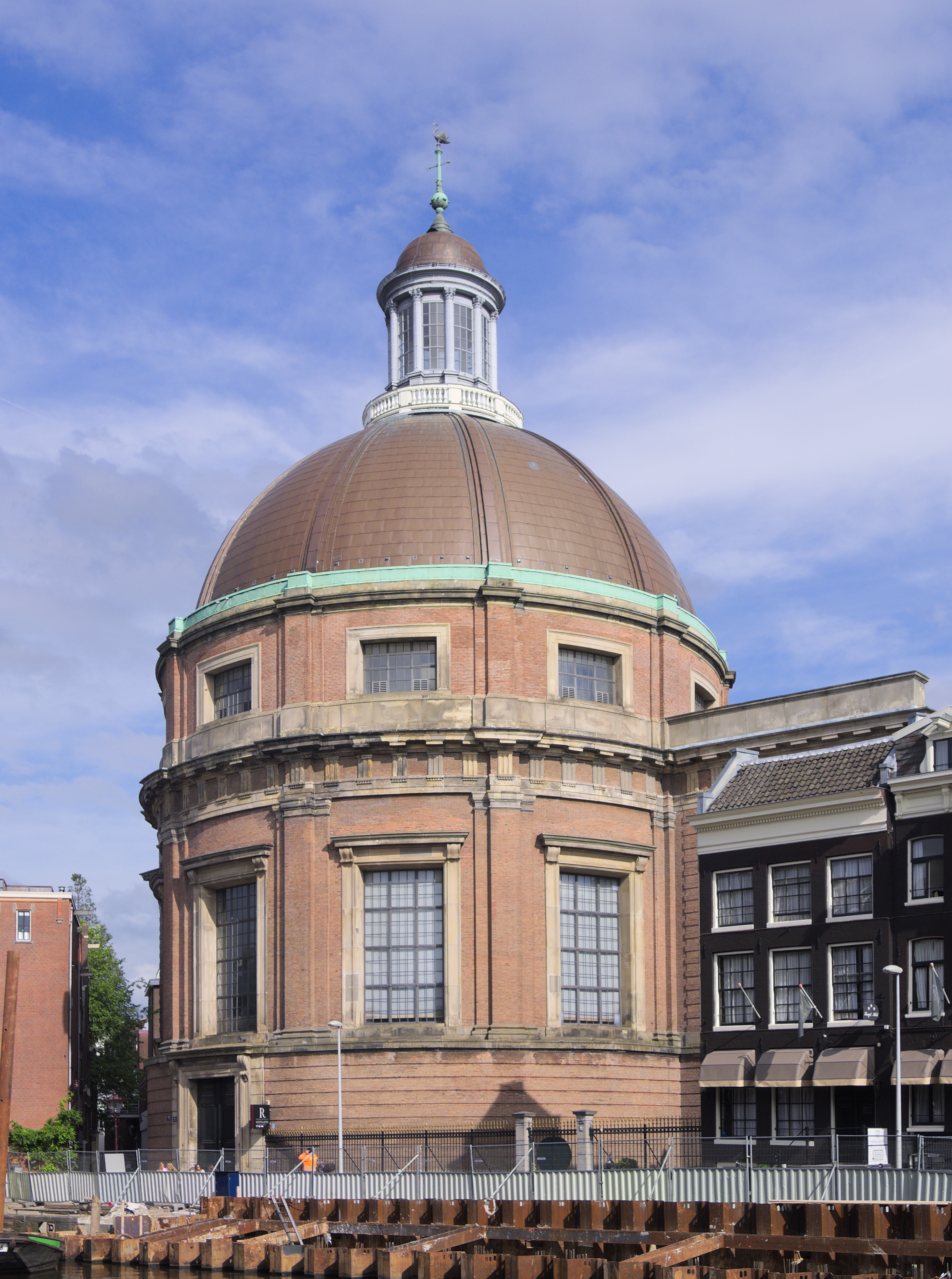
, à Amsterdam (en 2016).

  - Oosterkerk, Amsterdam, 1669-1671 (avec Daniël Stalpaert)

- Elias Bouman (nl) (1636-1686)
  - Synagogue portugaise d'Amsterdam, 1670-1675

- Jacobus Roman (nl) (1640-1716, du style Strakke)
  - Slot Zeist (nl), 1677-1686
  - Palais Het Loo (bâtiment principal), 1684 ; Daniel Marot participera à sa construction[5]
  - Hôtel de ville de Deventer (nl) (façade), 1693
  - De Voorst (nl), Eefde, 1695-1700

- Maurits Post (nl) (1645-1677)
  - Palais de Soestdijk, Baarn, 1674-1678

- Steven Vennecool (nl) (1657-1719)
  - Hôtel de ville d'Enkhuizen (nl), 1686-1688
  - Château Middachten (nl) (rénovation, avec Jacobus Roman), 1694-1697

- Autres œuvres
  - Schielandshuis, Rotterdam, 1665

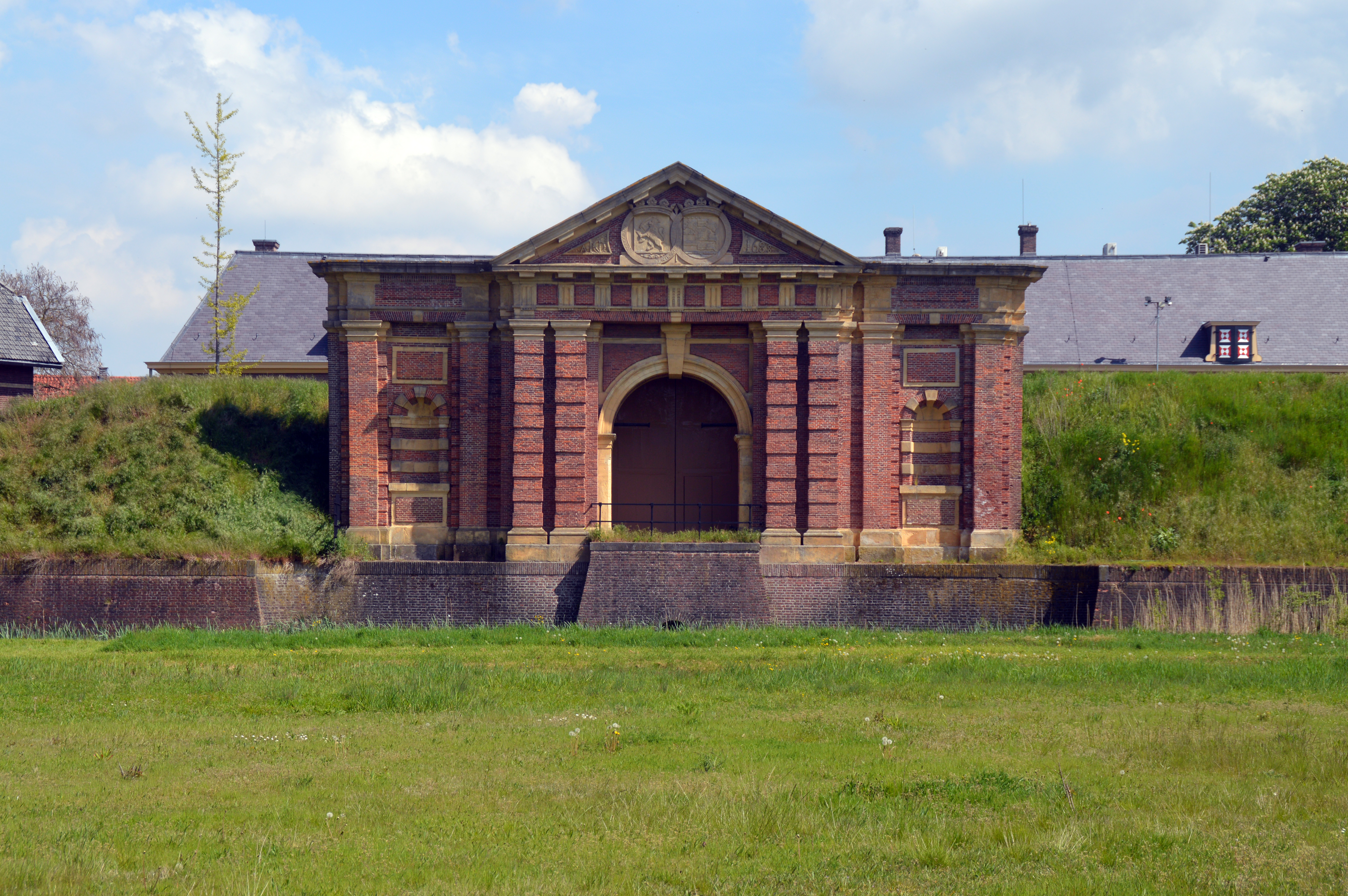
Hampoort, à Grave (en 2021).

  - Koornbeurs (nl) (construit en tant que halle à viande), Delft, 1650
  - Hampoort (nl), Grave, 1688

## Renouveau du classicisme

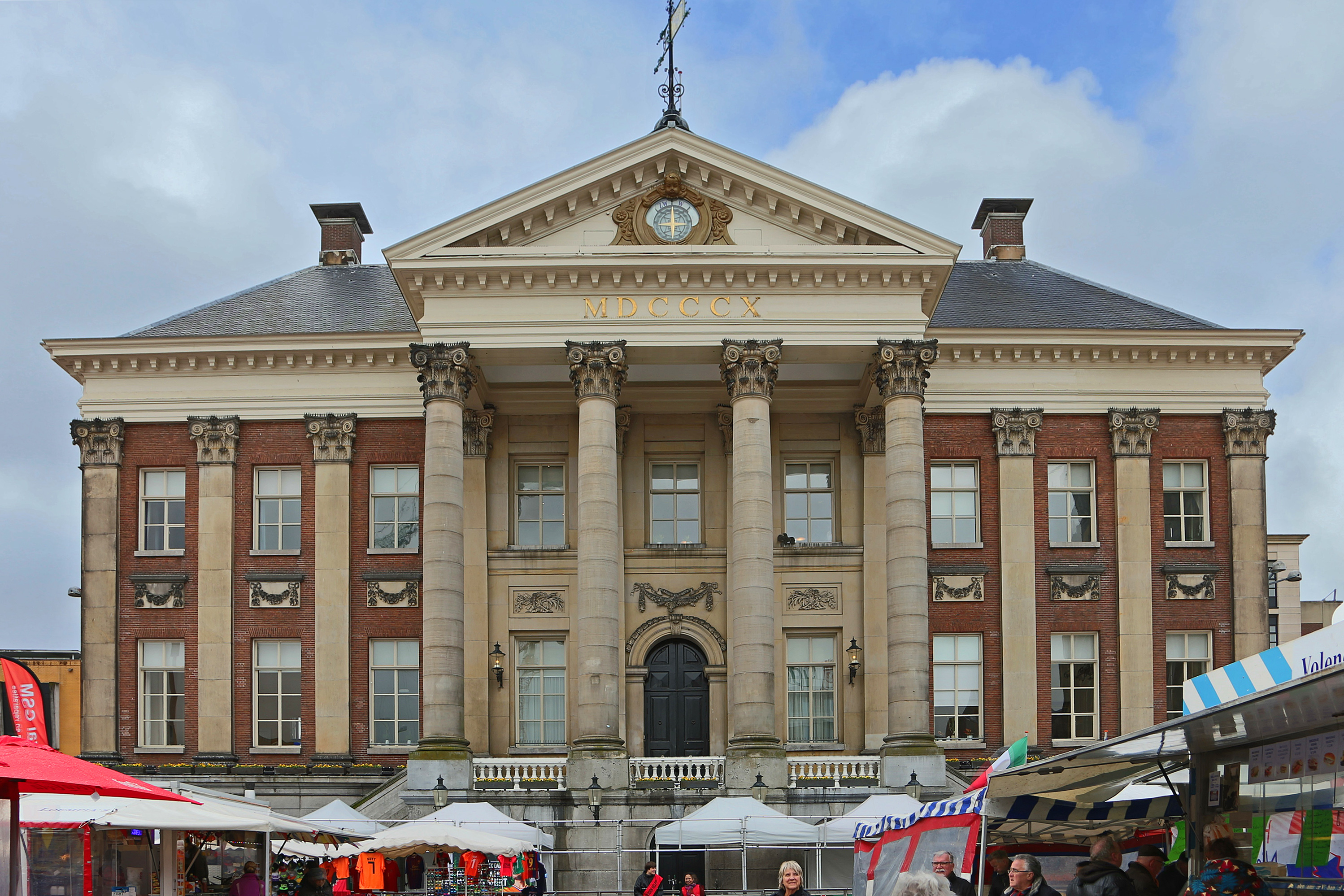
, à Groningue (en 2016).

Après que l'architecture du XVIIIe siècle a été dominée par les styles français (Louis XIV, XV et XVI), le classicisme a connu un regain d'intérêt à la fin du siècle. Dans la plupart des pays, on assiste à un engouement pour l'architecture de la Grèce antique et de la Rome antique (néo-classicisme). Aux Pays-Bas cependant, l'intérêt pour l'architecture antique se double d'une renaissance de leur propre classicisme du XVIIe siècle.
Le néo-classicisme néerlandais de la fin du XVIIIe et du début du XIXe siècle combine les deux styles. Par exemple, à l'hôtel de ville de Groningue (nl), on observe la combinaison d'une façade à pilastres (caractéristique du classicisme néerlandais) avec un portique en vogue parmi de nombreux architectes du néoclassicisme européen.

## Peinture

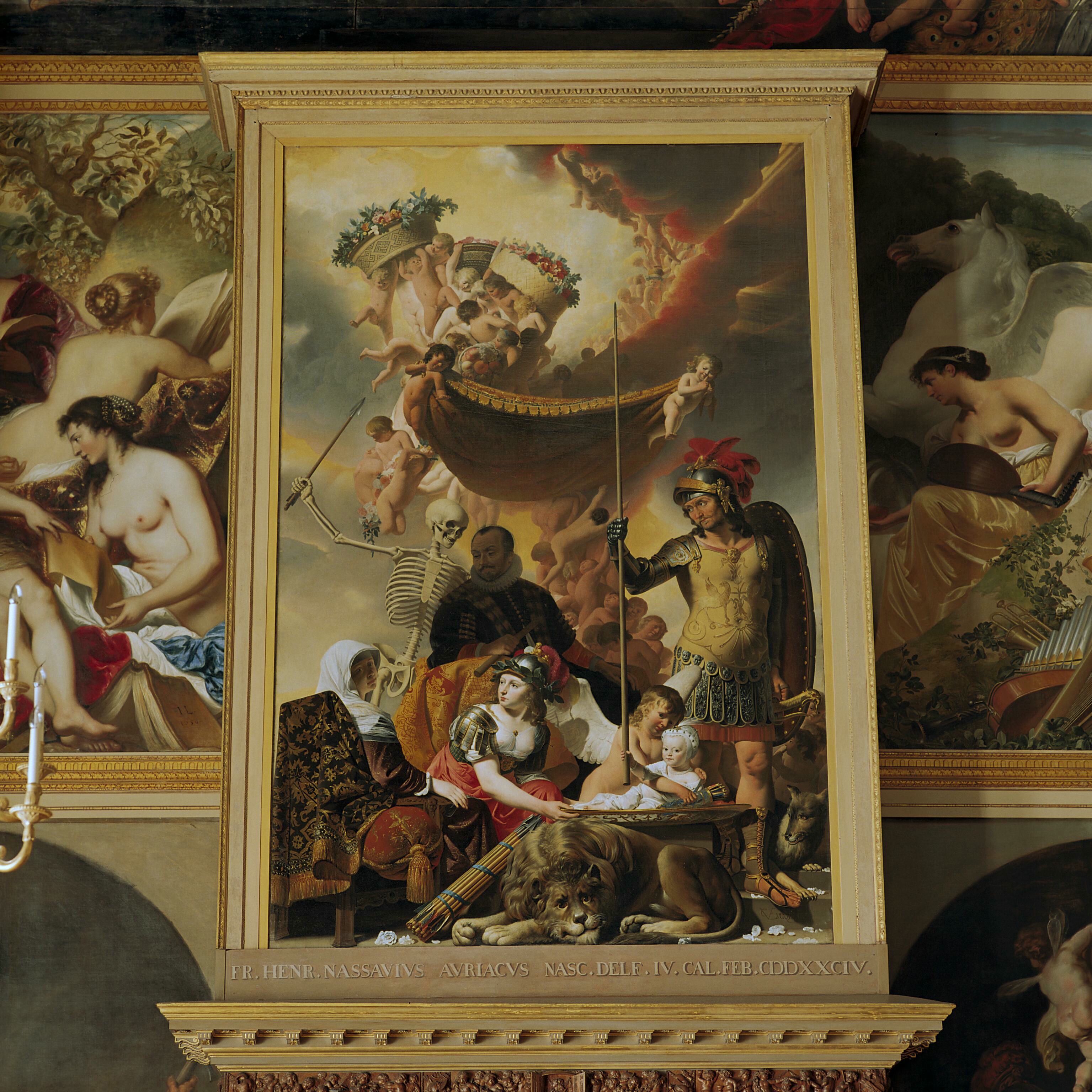
Peintures de lOranjezaal.

Un mouvement classique typiquement hollandais peut également être observé dans la peinture de la période postérieure à 1625. C'est dans la peinture d'histoire de cette période qu'il apparaît le plus clairement. Dans la décoration des bâtiments gouvernementaux, c'est le style le plus recherché. Les commandes les plus importantes sont notamment la décoration de la salle des orangers (Oranjezaal) à Huis ten Bosch à La Haye et de l'ancien hôtel de ville de la place du Dam à Amsterdam. Les peintres les plus connus sont Salomon de Bray, Pieter de Grebber, Caesar van Everdingen et Jan de Bray à Haarlem, mais des peintres classiques ont également travaillé dans d'autres villes, comme Gerrit van Honthorst à la fin de sa vie, Jan van Bijlert et Jan Gerritsz van Bronkhorst à Utrecht.